# 테오필루스 에벤하저 된게스
테오필루스 에벤하저 된게스(영어: Theophilus Ebenhaezer Dönges 아프리칸스어: Theophilus Ebenhaezer Dönges, 1898년 3월 8일 ~ 1968년 2월 10일)은 남아프리카의 정치인이자, 남아프리카 공화국의 2대 대통령으로 예우되는 인물이다.
그는 남아프리카의 집권당이었던 국민당의 당원이었는데, 그는 1948년부터 1961년까지 내무성 장관을 지냈고, 페르부르트, 스트레이돔, 말란 등과 함께 그는 아파르트헤이트의 건설자라고 불리고 있다.그는 주민 등록에 인종을 등록할 것을 명시하였으며, 보통 선거에서 유색인들의 선거권을 박탈하였다. 된게스는 내무성 장관을 지내며, 아파르트헤이트는 단 두 세대밖에 지속하지 못할 것이라고 믿었다. 그는 1958년부터 1967년까지 재무성 장관을 맡았고, 헨드릭 페르부르트 수상이 1966년 의회에서 살해당하자, 수상 대리를 맡아 B.J.보르스테르가 후임 수상으로 취임하기 전까지 남아프리카를 통치했다.
1967년에, 그는 찰스 스와르트 대통령의 후임으로 6월 1일 선출되었다. 하지만, 그는 발작과 경련을 일으키고 혼수상태에 빠져 취임할 수 없게 되었다. 그는 1968년 죽기 전까지 의식회복을 하지 못하였으며, 1967년 12월 6일, 공식적으로 대통령 대리는 요주아 나우데로 결정되었다. 1968년 그가 죽자, 남아프리카 공화국 정부는 그를 전직 대통령으로 예우하기로 결정하여 그가 취임하기 전날인 5월 30일에서 5월 31일 이 단 하루간을 재임기간으로 명시, 국장으로 장례를 치렀다.
한편, 대통령 대리였던 요주아 나우데가 1968년 퇴임하면서, 전(前) 국방상이었던 포우체 장관이 공식적인 2대 대통령이 되었다.

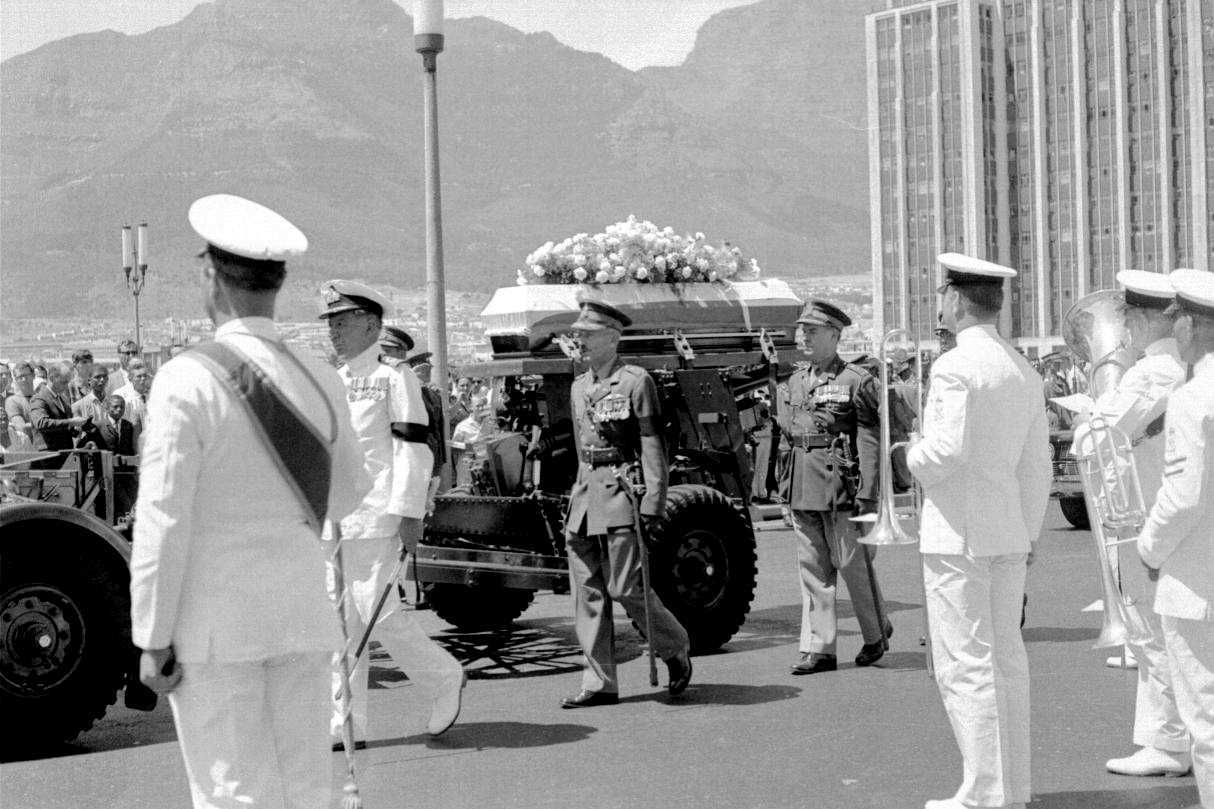
1968년 1월 케이프타운에서 치러진 된게스의 국장

## 역대 선거 결과
| 선거명      | 직책명                     | 대수 | 정당   | 득표율 | 득표수 | 결과 | 당락 |
| ----------- | -------------------------- | ---- | ------ | ------ | ------ | ---- | ---- |
| 1967년 선거 | 남아프리카 공화국의 대통령 | -대  | 국민당 | 75.81% | 163표  | 1위  |      |

| 전임 찰스 로버츠 스와트 | 제2(형식상)대 남아프리카 공화국의 대통령 당선 후 취임 전에 병사. 따라서 없음. | 후임 (권한대행)요주아 프랑수아 나우데 |